# Wspólnota administracyjna Gerabronn
Wspólnota administracyjna Gerabronn – wspólnota administracyjna (niem. Vereinbarte Verwaltungsgemeinschaft) w Niemczech, w kraju związkowym Badenia-Wirtembergia, w rejencji Stuttgart, w regionie Heilbronn-Franken, w powiecie Schwäbisch Hall. Siedziba wspólnoty znajduje się w mieście Gerabronn, przewodniczącym jej jest Klaus-Dieter Schumm.
Wspólnota administracyjna zrzesza dwa miasta:
- Gerabronn, 4 277 mieszkańców, 40,38 km²
- Langenburg, 1 775 mieszkańców, 31,40 km²